# Zwartbandkardinaalbaars
De zwartbandkardinaalbaars (Apogon nigrofasciatus) is een straalvinnige vissensoort uit de familie van kardinaalbaarzen (Apogonidae). De wetenschappelijke naam van de soort is voor het eerst geldig gepubliceerd in 1953 door Lachner.